# 邢 (姓)
邢（けい）は、漢姓の一つ。

## 中国の姓
邢（けい）は、中華圏の姓の一つ。『百家姓』の195番目。2020年の中華人民共和国の統計では人数順の上位100姓に入っておらず、台湾の2018年の統計でも169番目に多い姓で、3,100人がいる。

### 著名な人物
- 邢顒 - 後漢・三国時代の官吏。
- 邢杲 - 北魏の反乱指導者。
- 邢巒 - 北魏の軍人。
- 邢遜 - 北魏・東魏の官吏。
- 臨済義玄 - 唐の禅僧。俗姓は邢氏。
- 邢和璞 - 唐の道士。
- 邢抱朴 - 遼の学者。
- 邢昺 - 北宋の学者。『論語』『孝経』『爾雅』の疏を著した。
- 憲節皇后（邢秉懿） - 南宋高宗の皇后。
- 邢侗 - 明の文人。
- 陳円円 - 明末の妓女、呉三桂の妾。本名は邢沅。
- 邢士廉 - 中華民国、満洲国の軍人。
- 邢慧娜 - 女子陸上選手。

### 架空の人物
- 邢道栄 - 『三国志演義』の登場人物。
- 邢岫烟 - 『紅楼夢』の登場人物。

## 朝鮮の姓
邢（けい、 ヒョン、朝: 형）は、朝鮮人の姓の一つである。

### 著名な人物
- 邢民友 - 漫画家。

### 氏族
班城と晋州は同源分派である。
| 氏族（地域） | 創始者                                       | 人数（2015年） |
| ------------ | -------------------------------------------- | -------------- |
| 南原邢氏     |                                              | 7              |
| 西州邢氏     |                                              | 20             |
| 永川邢氏     |                                              | 5              |
| 長興邢氏     |                                              | 132            |
| 全州邢氏     |                                              | 6              |
| 晋陽邢氏     |                                              | 1,527          |
| 晋州邢氏     | 中国の唐朝の太宗時代に高句麗に派遣された邢顒 | 5,453          |
| 漢陽邢氏     |                                              | 14             |

### 人口と割合
1930年度国勢調査当時総411世帯のうち219世帯が全北南原・任実・長水などに、90世帯が全南和順・求礼・羅州などに集中していた。
| 年度   | 人口    | 世帯数    | 順位         | 割合 |
| ------ | ------- | --------- | ------------ | ---- |
| 1960年 | 2,333人 |           | 258姓中123位 |      |
| 1985年 |         | 1,291世帯 | 274姓中117位 |      |
| 2000年 | 6,640人 |           |              |      |
| 2015年 | 7,239人 |           |              |      |